# Fabrique genevoise
La Fabrique genevoise (localement, simplement « La Fabrique ») est l’ensemble des métiers de l’industrie bijoutière et horlogère genevoise au XVIIIe siècle. Elle fait partie des traditions vivantes de Suisse.

## Dénomination
Selon Antony Babel, l’usage du terme « la Fabrique » pour désigner l’ensemble des entreprises indépendantes liées à l’horlogerie genevoise remonte au début du XVIIIe siècle. La Fabrique s’oppose à la grande manufacture ou la « machinofacture ». Par extension, le terme désigne l’industrie horlogère genevoise presque jusqu’à la fin du XIXe siècle.

## Historique
Pour un article plus général, voir Histoire de Genève.
L’horlogerie genevoise naît - assez tardivement - de l’orfèvrerie, dont la première mention à Genève remonte à 1290. Si le développement de l’orfèvrerie genevoise est mal connu, il est cependant notable, en particulier à cause de l’importance économique des foires genevoises : à la fin du XVe siècle, on compte une vingtaine d’orfèvres, dont beaucoup sont d’origine étrangère (allemande, en particulier).

### La république protestante
Le succès de la réforme calviniste au XVIe siècle permet le développement de l’horlogerie, d’abord en proscrivant le luxe et l’apparat - ce qui force les orfèvres à une reconversion -, ensuite en accueillant de nombreux artisans et gens de métiers pourchassés en France en raison de leurs convictions religieuses (« Premier refuge »). Le premier horloger officiellement connu à Genève est le Bourguignon Charles Cusin en 1574.
Le 20 janvier 1601, les « Ordonnances et règlements sur l’estat des orlogiers » sont approuvées par le pouvoir politique. On y fixe les conditions de formation au métier d’horloger - l’apprentissage dure cinq ans - et les conditions d’exercice de la profession. Le texte vise également à lutter contre la concurrence. Ce n'est pourtant qu'au milieu du XVIIe siècle que l'horlogerie genevoise l'emporte sur l'orfèvrerie.
Une fois son statut officiellement reconnu, l'industrie horlogère va rapidement se spécialiser et la division du travail y est précoce (1660). La spécialisation des tâches et la forte hiérarchisation sociale et économique qu'elle suppose permet aux femmes d'accéder à certains métiers horlogers (« faiseuse de chaînettes », « vuidage des cages, coqs et coulisses de montres », polissage), et une expansion régionale de l'industrie horlogère dans le pays de Gex, le Jura vaudois et le Faucigny (fabrication des « blancs », ébauches), le travail de « finissage » étant réservé au centre genevois.
Au XVIIe siècle se développe une spécialité qui fera la réputation internationale de la Fabrique de Genève, la peinture sur émail. La renommée de la Fabrique s'étend à toute l'Europe : des horlogers genevois sont appelés à Berlin en 1686, à la cour d'Angleterre, auprès de Louis XIV… Elisabeth Terroux, fait partie de ces peintres miniaturistes qui maîtrisent l'art de la peinture sur émail.